# Condizione della donna in Svezia

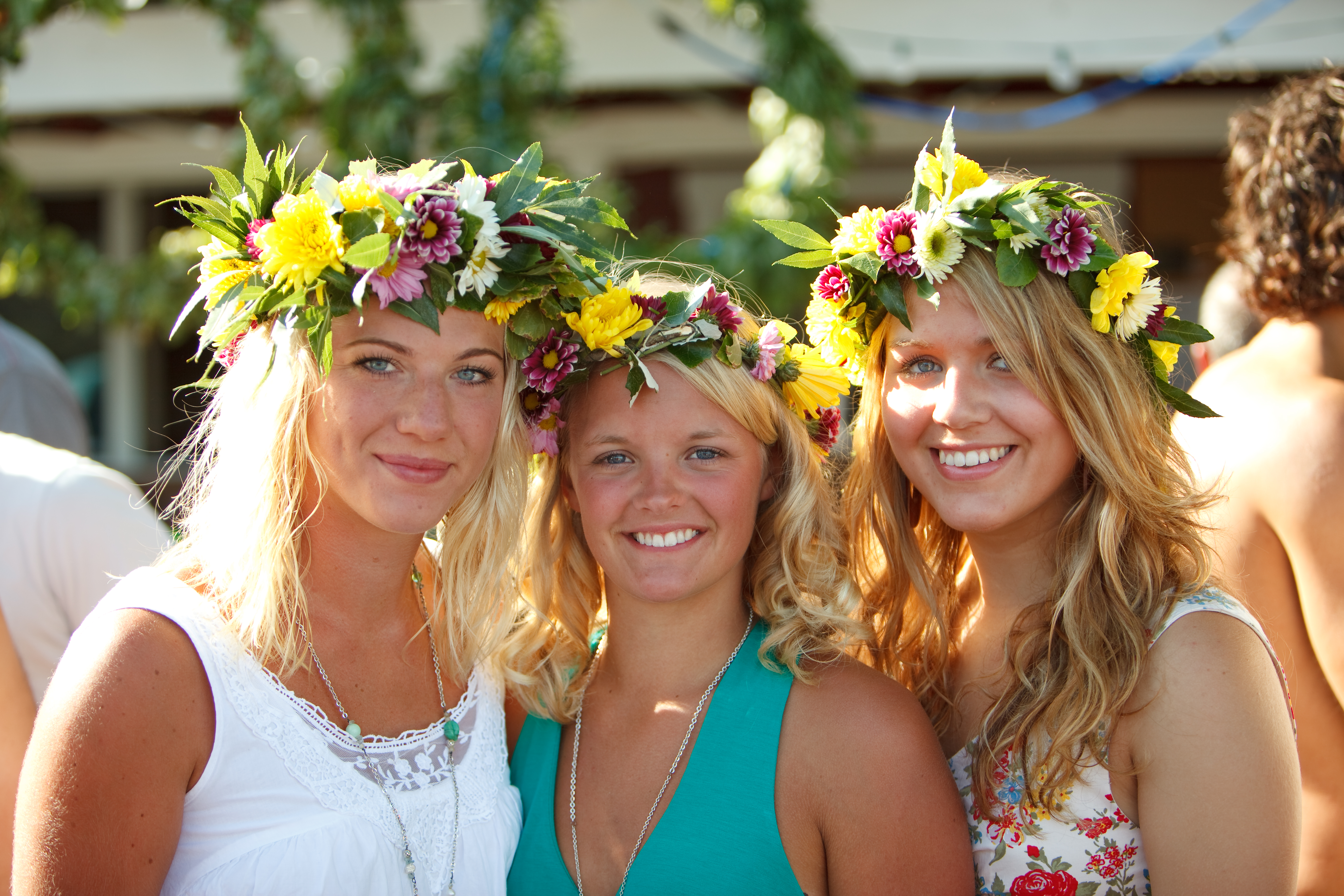
Tre giovani donne svedesi durante le celebrazioni di Mezza estate nel 2009.

Il ruolo di genere, la condizione femminile e i diritti delle donne in Svezia sono stati influenzati dalla cultura, dalla religione e dagli atteggiamenti e discorsi sociali, come anche dal forte movimento del femminismo in Svezia e dalle legislazioni e si sono modificati più volte nel corso della storia della Svezia.
Secondo il gender gap report 2019, la Svezia occupa il 4º posto su 153 paesi del mondo per quanto riguarda i diritti delle donne con un punteggio di 0,820 su 1, sotto solamente all'Islanda, Norvegia e Finlandia. Nonostante ciò la Svezia è il secondo paese europeo per casi di stupro, circa 86 per 100.000 abitanti.

## Storia

### Età vichinga

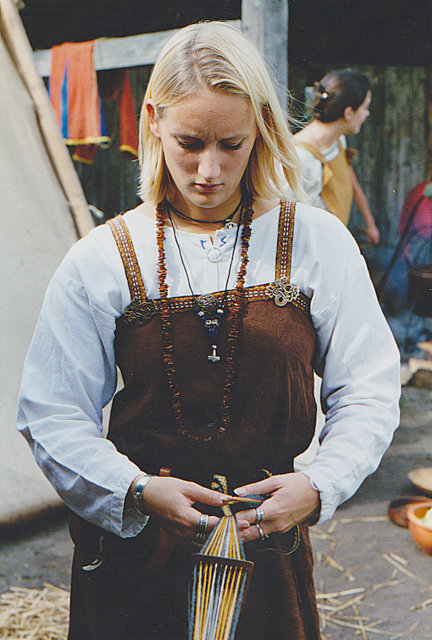
Una ragazza svedese con abiti dell'epoca vichinga

Durante l'epoca vichinga (VIII-XI secolo) le donne ebbero uno status legale e sociale relativamente libero in tutti i paesi nordici, così come viene ben illustrato dal codice islandese Grágás, dai thing norvegesi Frostating e dalla legislazione Gulaþing. 
La zia, la nipote e la nonna paterna mantennero il diritto di eredità di un parente defunto maschio.
In assenza di parenti maschi una donna non sposata e senza figli avrebbe potuto ereditare ulteriormente la posizione di capofamiglia dal padre o dal fratello; una donna con un tale status venne chiamata "ringkvinna" (o "baugrygr") ed ebbe la facoltà di esercitare tutti i diritti concessi al capo di un clan famigliare, come quello di chiedere e ricevere multe per l'omicidio di un membro della propria o di un'altra famiglia; questo però solo fino a quando non si sposava, atto tramite il quale tutti i suoi diritti si trasferivano automaticamente al marito.
Dopo l'età di vent'anni una donna non ancora sposata, chiamata "maer" e "mey", raggiungeva la maggiorità legale e di conseguenza poteva decidere autonomamente il proprio luogo di residenza; veniva in tutto e per tutto considerata come una persona libera davanti alla legge.
Un'eccezione alla sua indipendenza fu però il mancato diritto di potersi scegliere un partner, in quanto i matrimoni furono generalmente sempre organizzati dai diversi clan. Le vedove godettero dello stesso status indipendente delle donne non ancora sposate.
Le donne ebbero anche un'autorità religiosa e furono attive come sacerdotesse ("gydia") o fonti oracolari ("sejdkvinna"); rimasero operose nel campo artistico come poetesse (Scaldo) oltre che come mercanti e donne di medicina. 
Una donna sposata avrebbe avuto sempre la facoltà di poter divorziare e risposarsi; venne anche considerato socialmente accettabile che una donna libera potesse instaurare un rapporto di convivenza con un uomo ed avesse con lui figli senza essere sposata: una donna in tale posizione fu chiamata "frilla".

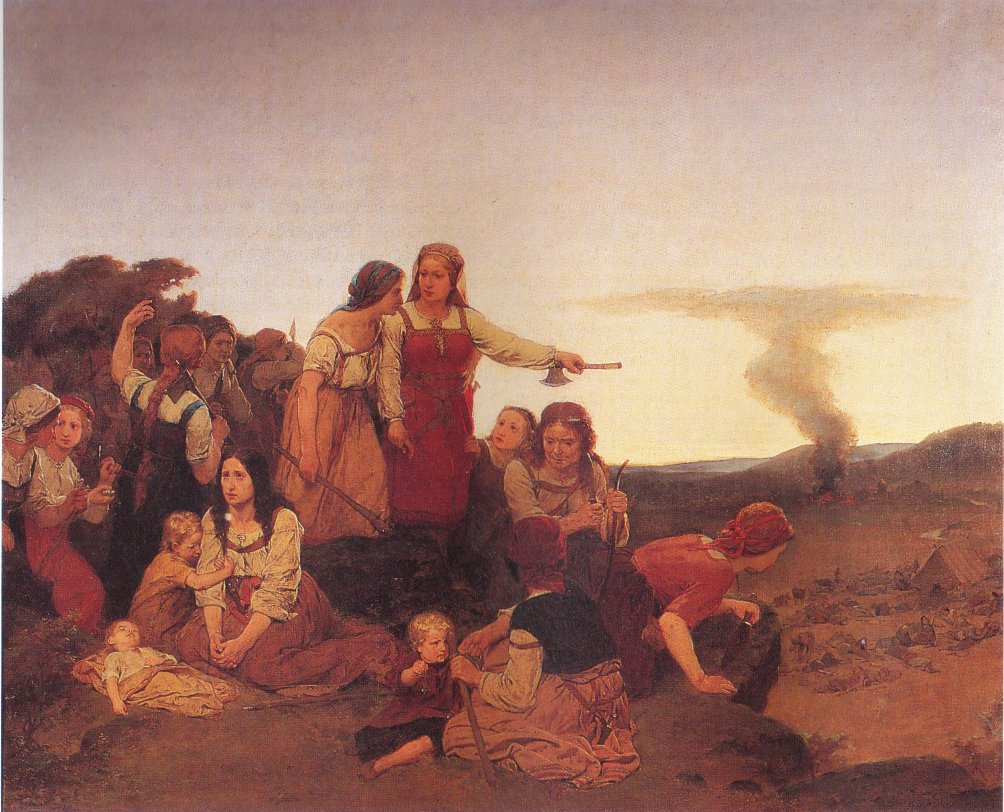
L'eroina vichinga Blenda assieme ad un gruppo di donne in un quadro di August Malmström (1860).

Non venne fatta mai alcuna distinzione tra i bambini nati all'interno o all'esterno dell'unione matrimoniale; entrambi mantennero difatti sempre il diritto di ereditare la proprietà dopo la scomparsa dei genitori: non esistette il concetto di "illegittimità". 
Questi diritti scomparvero gradualmente dalle leggi locali e regionali a seguito dell'opera di cristianizzazione avvenuta nell'XI secolo.

### Medioevo e prima età moderna
Durante il Medioevo lo status e i diritti delle donne variarono tra le differenti zone del paese, poiché le diverse contee fecero applicare differenti leggi locali e di contea. Il primo tentativo di creare una legislazione nazionale unificata fu quello compiuto da Magnus IV di Svezia con le Magnus Erikssons landslag nel 1350 le quali stabilivano una legge per la campagna ed una per i centri urbani (Stadslagen-legge di città): un sistema questo adottato e mantenuto anche nelle Kristofers landslag del 1442.

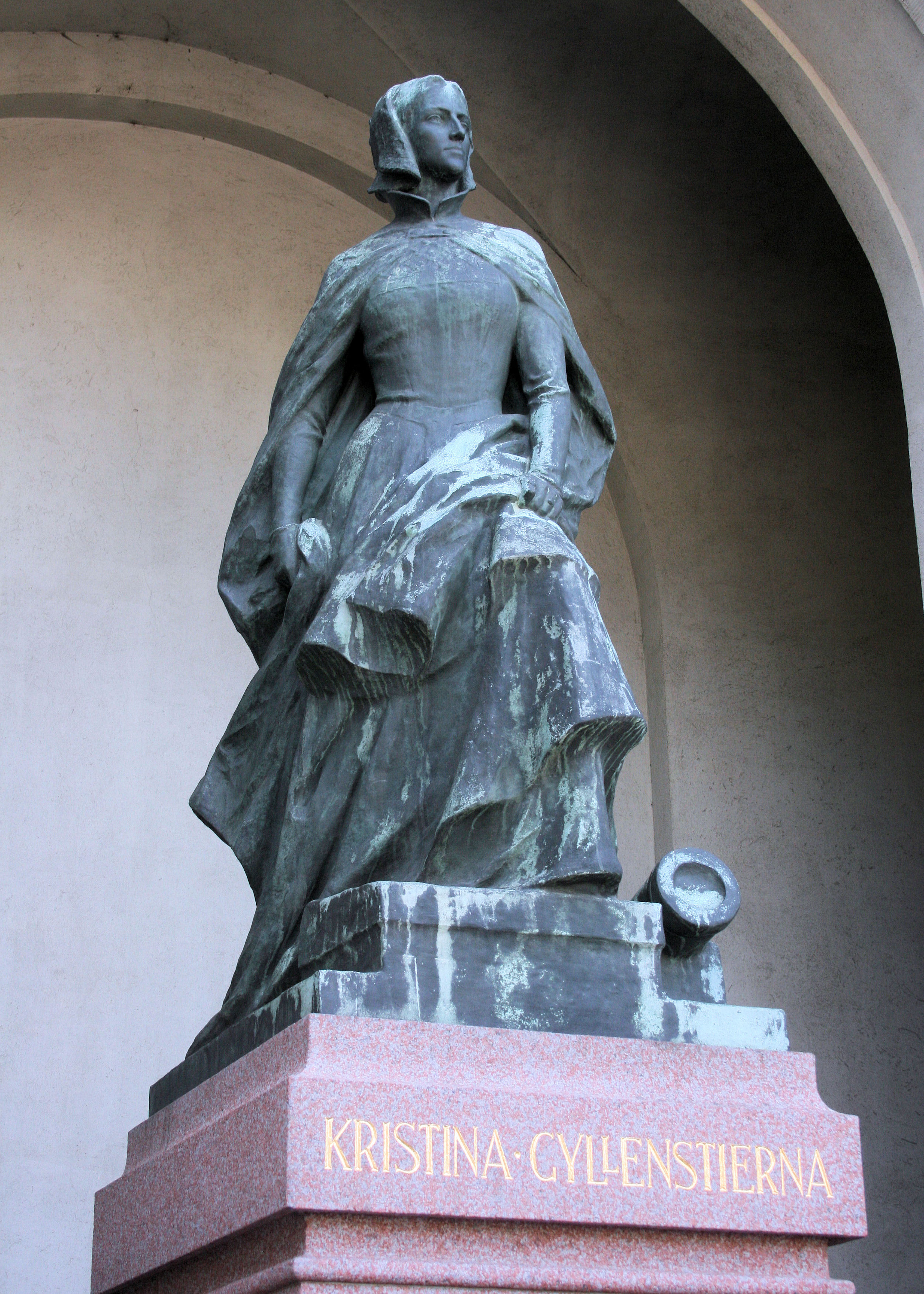
Statua dedicata all'eroina nazionale Christina Gyllenstierna (1494-1559).

A partire dal 1350 in poi lo status civile delle donne rimase generalmente uguale sia nella legge di contea che in quella di città; una donna non sposata fu obbligatoriamente sottoposta alla "protezione" del parente maschio più prossimo, mentre una moglie sottostava al dominio del marito; la vedova invece continuò ad avere la maggiorità legale.
Nel 1608 i testi più prettamente giuridici tratti dall'Antico Testamento furono introdotti come emendamenti legislativi; questi, almeno formalmente, peggiorarono in maniera significativa lo status delle donne. Si mantenne però un divario tra legge e pratica; nonostante il fatto che le donne nubili rimanessero legalmente minorenni e soltanto le vedove avessero il diritto di rappresentarsi in tribunale, le donne non sposate nella pratica continuarono ad essere autorizzate a testimoniare, citare a giudizio e rappresentarsi in tribunale. La riforma legislativa del 1686 legalizzò ciò che era già una procedura consuetudinaria comune e concesse ufficialmente loro tali diritti.

#### Legge di contea
A partire dalle Magnus Erikssons landslag del 1350 le figlie ereditarono la metà del patrimonio, in una situazione di perfetta uguaglianza con i loro fratelli. 
La Swedish Church Law 1686 obbligò ogni parrocchia di paese ad offrire l'istruzione primaria a tutti i bambini, sia che fossero maschi o femmine; la scuola venne gestita generalmente dal vicario o da un insegnante impiegato.

Nel paese le professioni furono per lo più regolate dai costumi e dalle abitudini piuttosto che dalle leggi. Quando nubile una donna contadina era previsto, per abitudine sociale acquisita, che servisse come cameriera ("pigi") in un'altra famiglia; ciò venne considerato come un modo per imparare e fare esperienza domestica prima del matrimonio e non venne considerata una situazione servile.

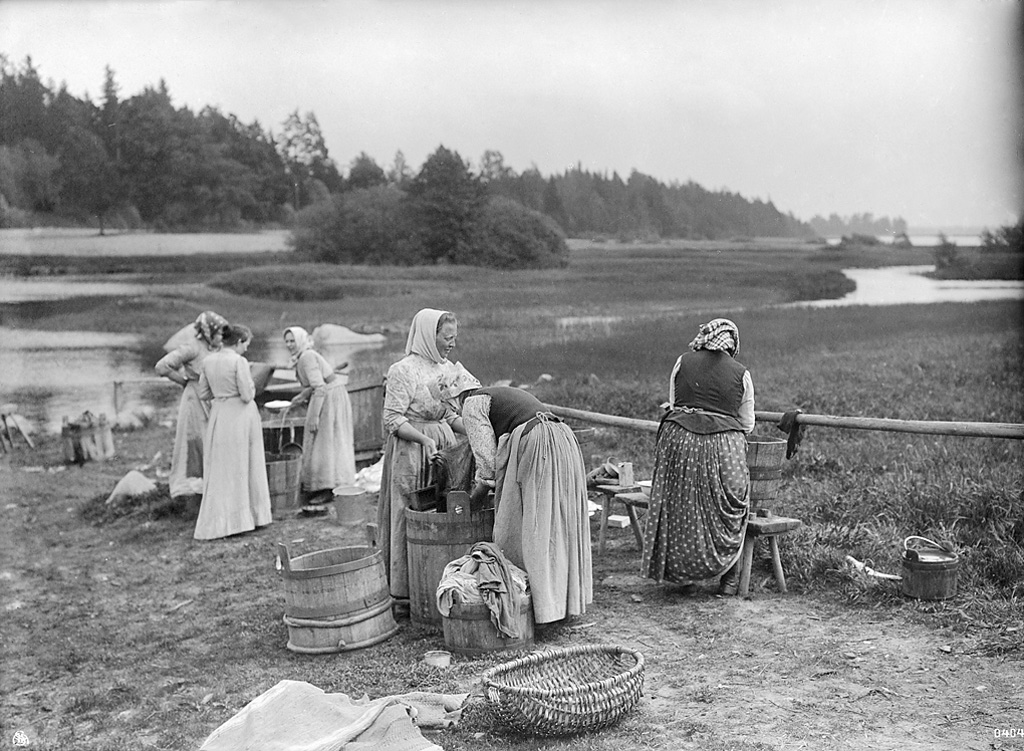
Donne lavandaie (anni 1910).

Dopo essersi sposate le mogli degli agricoltori, dei pescatori e dei minatori parteciparono tradizionalmente a fianco dei mariti nelle loro professioni, assumendone la qualifica quando fossero stati assenti e, dopo la morte del marito e senza alcun figlio adulto, ebbero la possibilità di esercitare in nome proprio come vedove. 
Almeno dal XVII secolo e fino al XIX vi sono testimonianza di donne conosciute per aver lavorato come minatori e fabbri; esse vennero chiamate "gruvpiga".
L'abitudine che la moglie agisse come mandataria del marito gli rese una notevole indipendenza, soprattutto nel corso del XVII secolo, quando gli uomini furono chiamati a servire in numerose guerre; essi lasciarono in loro assenza la gestione di tutti gli affari familiari alle mogli. 
Le mogli dei nobili vennero invece lasciate alla responsabilità delle parrocchie, ma ebbero modo di agire come canali di comunicazione tra i dipendenti delle tenute e la Corona.
Nelle comunità locali le mogli dei vicari ebbero una forte posizione di sorveglianza del welfare sociale parrocchiale, posizione mantenuta dal sistema "Widow conservation" fino al XIX secolo inoltrato.

#### Legge di città
A partire dalla Magnus Erikssons landslag del 1350 la legge cittadina concesse sia ai figli sia alle figlie il diritto di eredità. Nella Swedish Church Ordinance 1571 la legislazione cittadina incoraggiò i genitori a fornire l'istruzione primaria ai loro figli indipendentemente dal genere e, dalla fine del XVI secolo in poi, è attestato che le scuole cittadine abbiano accettato anche le ragazze, seppur normalmente solo per le prime classi. Ursula Agricola e Maria Jonae Palmgren vennero tuttavia entrambe accettate negli anni 1640 al ginnasio.

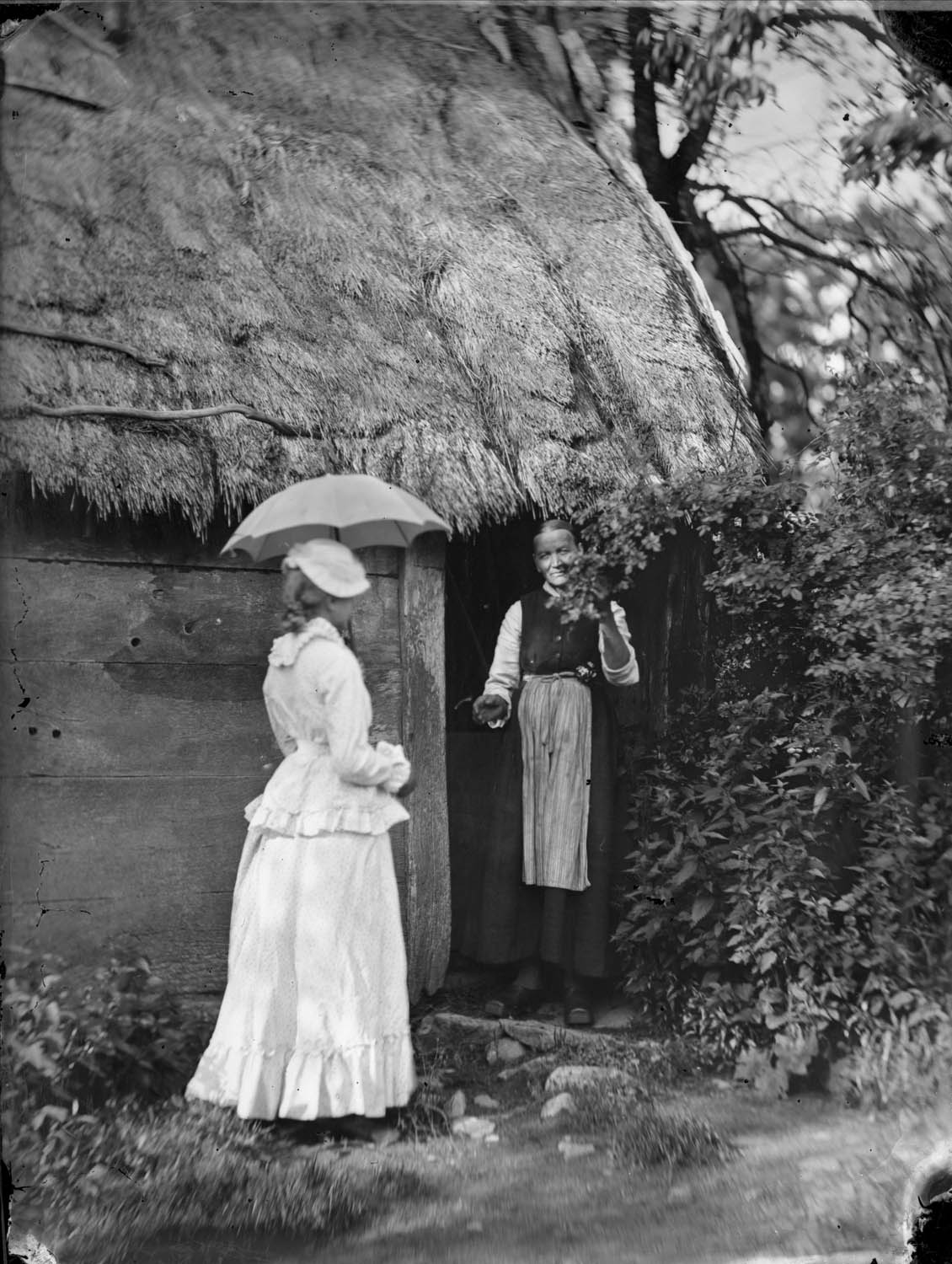
Donna di ceto sociale superiore assieme ad una contadina.

Dal XIV secolo fino ai Fabriks och Handtwerksordning e al Handelsordningen del 1846 molte professioni cittadine furono monopolizzate dalla gilda; le donne non vennero tuttavia escluse dall'adesione. Le vedove poterono diventare membri con la licenza di esercitare la professione del coniuge, ma avrebbero potuto ottenere anche il permesso di poter esercitare un altro commercio. 

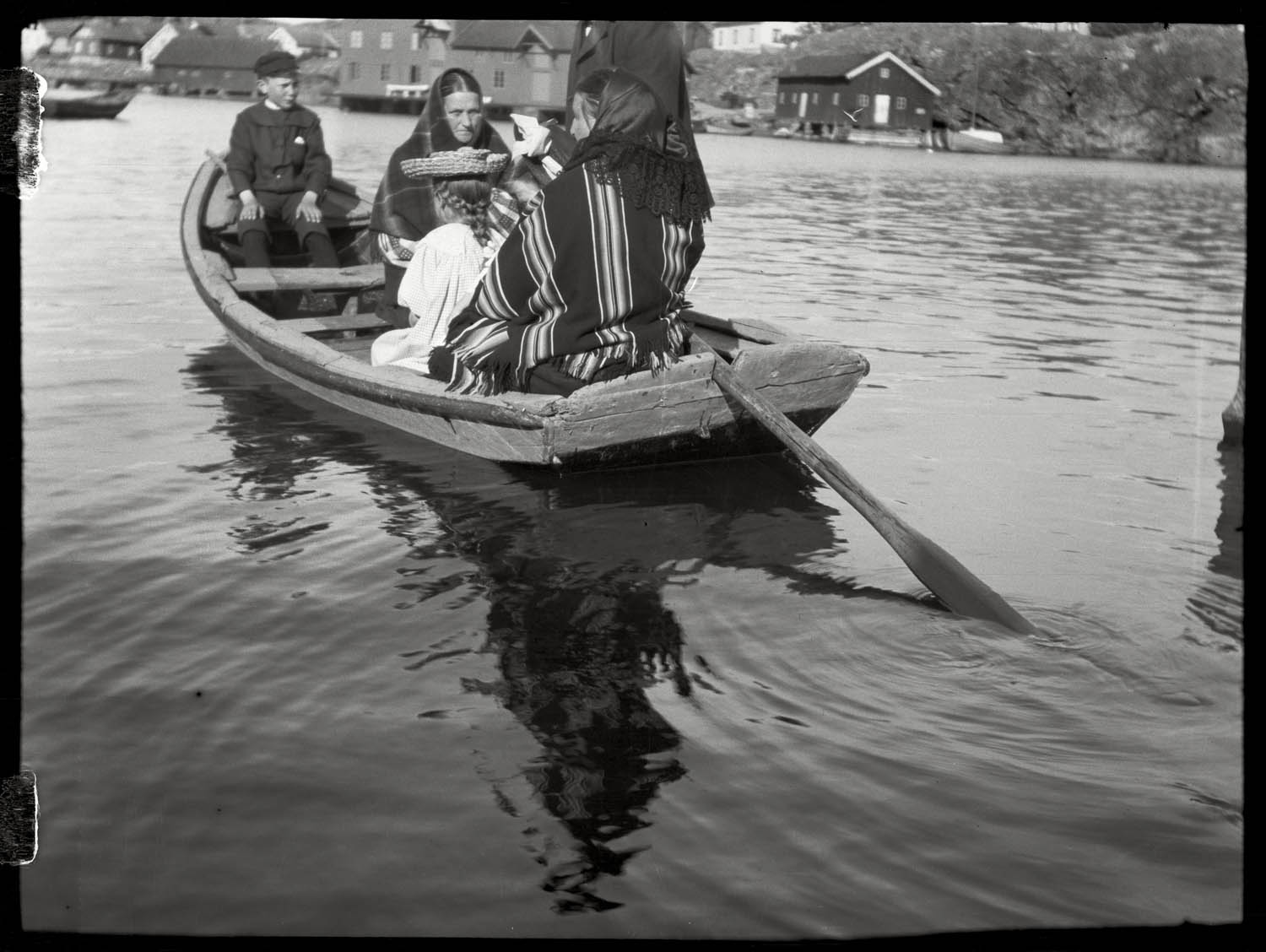
Donna battelliera nel 1900.

Almeno formalmente molte gilde esclusero le donne, tuttavia in pratica esistono numerosi esempi di membri di gilde femminili sia sposate sia non sposate; vi furono anche gilde esclusivamente femminili, come quelle dell'ostetrica e della "Rower woman" (battelliera).
Nel 1460 furono elencati 180 membri di gilda femminili nella sola città di Stoccolma; la professione non venne esercitata ufficialmente per la maggior parte di loro, ma quando lo fu le professioni più comuni per le donne di città furono le birraie, le panettiere, le sarte e le lavandaie: professioni che continuarono ad essere comuni per le donne di città anche nei secoli successivi.
Vi furono anche professioni svolte al di fuori delle gilde, come quella di "Mursmäcka" (lavoratrice edile). Una donna, del tutto indipendentemente dallo status personale, avrebbe potuto acquistare una licenza ed essere attiva nel commercio d'importazione ed esportazione anche senza l'obbligo di una sua appartenenza alla gilda di riferimento; furono in tal caso delle "Kontingentborgare" (lavoratrici autonome).
Le città rilasciarono anche il permesso di "månglare", cioè fabbricare e/o vendere beni che non erano inclusi nei monopoli della gilda, come per esempio gli esercizi provvisori in piazza o in strada i quali erano speso negozi di abiti usati, ornamenti, marmellate e torte; a partire dal 1623 tali concessioni vennero rilasciate solamente a coloro che avrebbero potuto dimostrare di non aver altra maniera di sostentamento. 
Queste persone furono normalmente donne, vedove o sposate ma i cui mariti non erano in grado di mantenerle.

### XVIII secolo
La prima legge nazionale svedese (religiosamente il Regno di Svezia era oramai sotto la diretta influenza della luterana Chiesa di Svezia) che applicò gli stessi diritti a tutte le donne in tutto il paese (allora comprendente anche la Finlandia) fu il codice di diritto civile datato 1734 il quale nella questione dello status delle donne rimase più o meno inalterato fino alla metà del XIX secolo.
Tutte le donne non sposate vennero definite legalmente minorenni, indipendentemente dall'età, e vennero messe sotto la custodia del parente maschio più prossimo (o della madre, se questa era vedova); la donna mantenne la facoltà di contestare il proprio tutore in tribunale e di vedersene nominato un altro e, quando fosse stata adulta, aveva il diritto di poter esprimere la propria volontà. 
Infine una donna nubile avrebbe sempre potuto essere liberata dalla tutela grazie ad una petizione rivolta direttamente al monarca.
A partire dal giorno del suo matrimonio veniva però posta sotto l'autorità del marito; tuttavia agli uomini venne vietato di vendere le proprietà delle mogli senza il loro previo consenso.
Alle mogli venne concesso il diritto di vendere la proprietà e gestirne gli affari in proprio in assenza del marito; ad entrambi i coniugi venne infine garantito il diritto al divorzio in caso di adulterio: alla parte innocente venne assicurata la custodia dei figli. 
Quando vedova o divorziata una donna, indipendentemente dall'età, otteneva legalmente la maggiorità con conseguente autonomia giuridico-civile.
La "Regolamentazione della gilda" del 1720 concesse esplicitamente alle donne la facoltà di essere attive all'interno dell'associazione lavorativa a cui appartenevano e col tempo si aggiunsero vari emendamenti che favorirono i diritti professionali femminili, molti dei quali emanati dalle autorità locali cittadine per consentire alle donne povere di autosostenersi finanziariamente. 
La riforma del 1741 cedette all'obbligo di appartenenza alle corporazioni per i pensionati, mentre nel 1749 nella capitale si adottò il permesso alle donne d'impegnarsi nella vendita di strada e nei mercati (due professioni molto comuni e di facile accesso); concessione rilasciata a favore delle donne povere .
Nel 1741 venne abolita la pena della gogna ("Kyrkoplikt") per le madri non sposate per impedire l'infanticidio, mentre nel 1778 l'"Infanticide Act (Sweden)" fu introdotta per salvare le madri non sposate dalla stigmatizzazione sociale, che era il motivo più comune dell'infanticidio; le madri nubili furono autorizzate ad emigrare in un luogo in cui erano ignote alla comunità per poter rimanere anonime. 
Alle ostetriche venne proibito esporre la loro identità se queste avessero deciso di tenere il figlio: lo status di "ragazza madre" (oggi detta famiglia monogenitoriale) venne così fatto nascondere dalle autorità per risparmiare l'imbarazzo sociale.

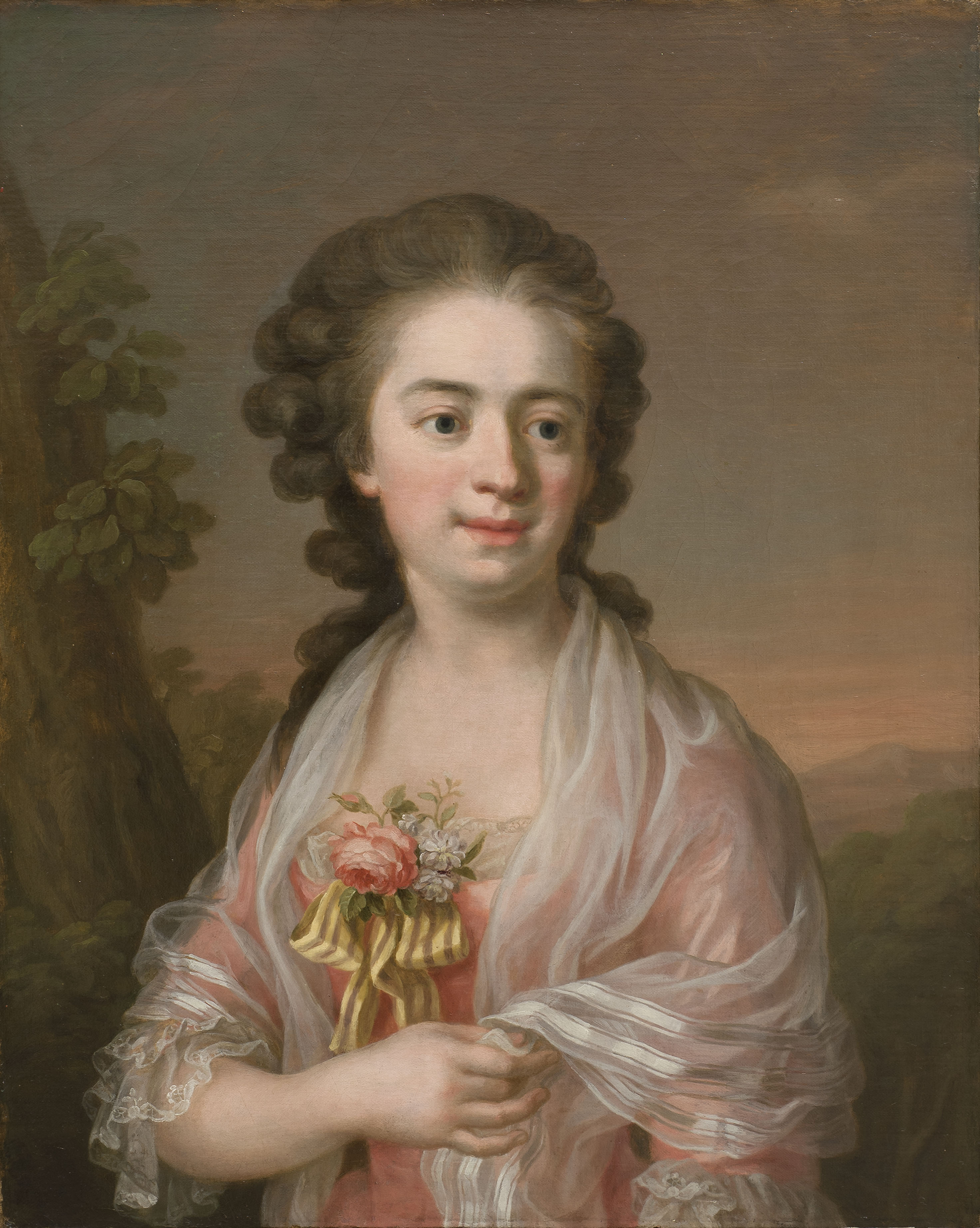
Autoritratto della pittrice e miniaturista Ulrika Pasch (1770).

L'età dell'Illuminismo offrì in molte modalità un ruolo maggiormente pubblico per le donne, specialmente nelle professioni più eminentemente artistiche in cui vennero ufficialmente riconosciute. 
Eva Ekeblad fu ammessa in questo periodo all'Accademia reale svedese delle scienze, Ulrika Pasch alla Reale Accademia delle Belle Arti ed Elisabeth Olin all'Accademia reale svedese di musica.
Numerose scuole per ragazze furono fondate nel corso del XVIII secolo; nel 1786 nacque "Societetsskolan", la prima istituzione di educazione femminile ufficialmente riconosciuta. 
Aurora Liljenroth si laureò al ginnasio di Visingsö nel 1788, un risultato che suscitò l'attenzione nazionale.

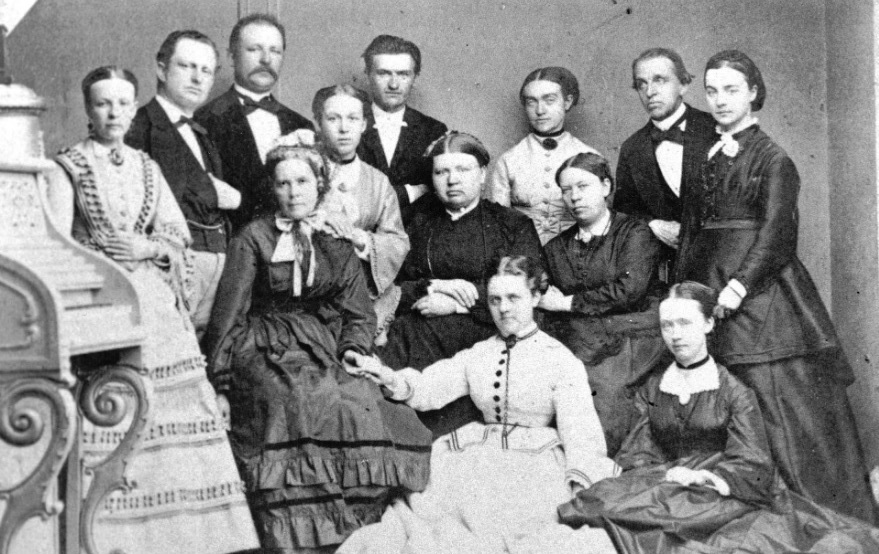
Sophia Wilkens, a centro fila, in una riunione di pedagogia tenutasi a Copenaghen nel 1872. È presente anche l'insegnante svedese e pioniera nella cura delle persone con disabilità intellettuale, Emanuelle Carlbeck, seduta nella fila centrale all'estrema destra.

### XIX secolo
Nella prima metà del XIX secolo la crescita della popolazione, in combinazione con i cambiamenti all'interno della società dovuti alla crisi economica a seguito delle guerre napoleoniche e dell'industrializzazione, produsse un numero in costante crescita di donne non sposate; per queste il ruolo tradizionale da sostenere con il matrimonio non fu più disponibile.
Le scuole aperte con il preciso intento di sviluppare l'istruzione femminile offrirono però normalmente un'educazione non molto approfondita in quanto erano ancora incentrate sul fatto che le loro studentesse sarebbero presto divenute mogli e madri "ideali"; praticamente le uniche professioni accessibili per una donna istruita rimasero quelle di dama di compagnia, governante, istitutrice o insegnante in una scuola privata per ragazze.
Nel corso degli anni 1840 vi fu un acceso dibattito su come poter offrire alle donne non sposate la possibilità di sostenersi autonomamente come membri produttivi e utili del tessuto sociale, senza dover affidarsi alla beneficenza dei parenti o a ricorrere alla criminalità (nel caso specifico soprattutto alla prostituzione). 
L'educazione ordinaria assai superficiale ottenne dure critiche, tanto che nel 1842 le ragazze furono incluse nel sistema scolastico obbligatorio dell'istruzione primaria.

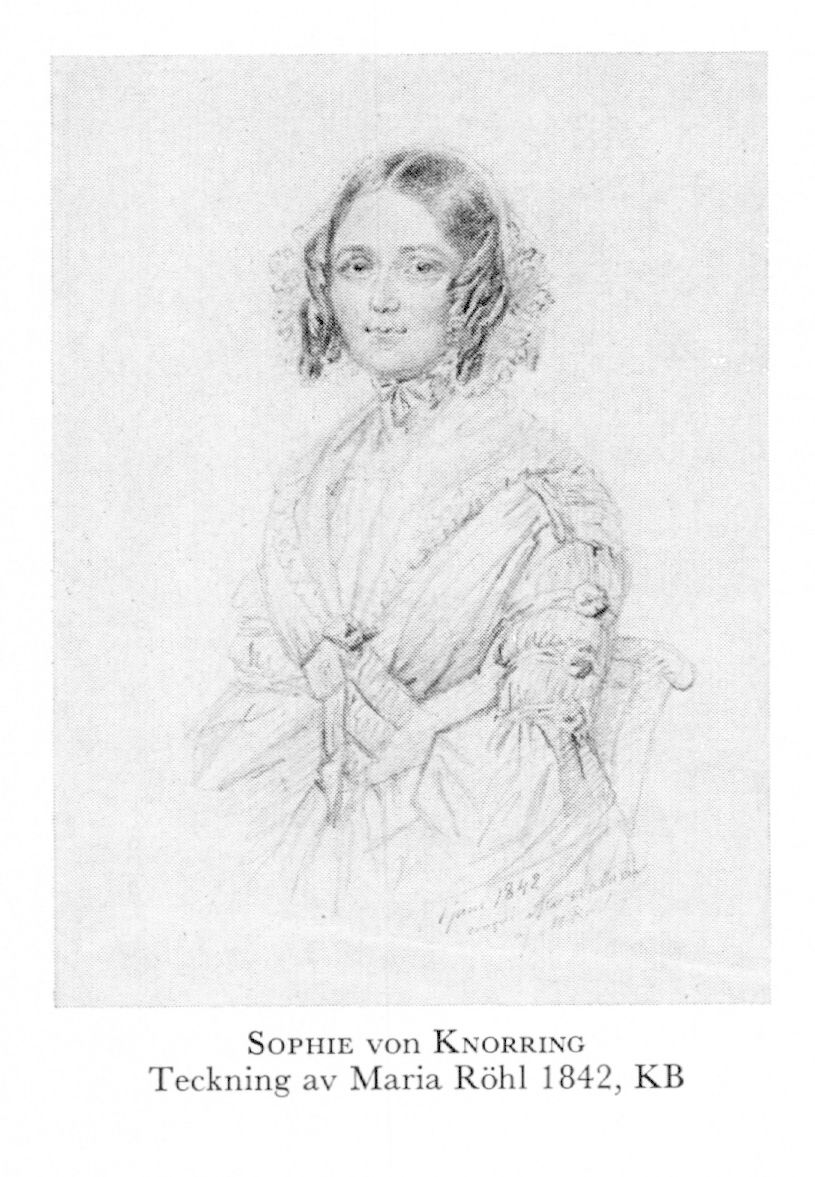
La popolare scrittrice Sophie von Knorring in un ritratto di Maria Röhl del 1842.

Parallelamente, sotto la pressione continua del dibattito pubblico, le vecchie scuole private furono gradualmente sostituite da una nuova tipologia d'istruzione secondaria femminile, con l'incarico di fornire l'insegnamento più utile per una futura vita professionale: nel 1842 ne esistevano solo cinque in tutto il territorio nazionale, ma una rapida espansione condusse all'apertura di tali istituti scolastici nella maggior parte delle città svedesi già negli anni 1870.
L'argomentazione dei riformisti, che un numero sempre maggiore di istituti professionali dovessero essere aperti per poter consentire alle donne non sposate di sostenersi, produsse tutta una serie di riforme parlamentari a favore dei diritti delle donne: pari diritti di eredità nel 1845; pari diritti all'interno dell'ambito commerciale nel 1846; la professionalità femminile nel ruolo d'insegnante nel sistema scolastico pubblico nel 1853; libero accesso alle professioni di assistenza medica (compresa quella del dentista) nel 1861 e presso gli uffici telegrafici e postali nel 1863.
Ognuna di queste riforme diede nuovi argomenti ai fautori dell'uguaglianza di genere, sostenendo che era oramai piena responsabilità dello Stato, che aveva concesso alle donne questi nuovi diritti, fornire loro l'istruzione adeguata e lo status giuridico necessario per gestirli. 
Di conseguenza nel 1858-63 alle donne nubili venne assegnata legalmente la maggiorità e, a seguito delle raccomandazioni formulate dal "Girl School Committee of 1866", venne finalmente assegnata alle donne anche la professione di medico e il diritto a poter frequentare liberamente l'università.
Nel XIX secolo si fondarono anche le prime organizzazioni delle donne, per favorire la partecipazione alla vita pubblica e la riforma sociale; nel 1819 venne creata la "Välgörande fruntimmerssällskapet", un'organizzazione di beneficenza, la prima associazione femminile civile a sostegno della possibilità per le donne di svolgere un ruolo pubblico; molte donne cominciarono così a diventare modelli riconosciuti pubblicamente nella loro qualità di riformatrici sociali: Emilie Petersen (impegnata nella filantropia), Sophia Wilkens (esperta di pedagogia) e Maria Cederschiöld (diaconessa) rappresentarono presto i modelli ideali per la partecipazione femminile alla vita pubblica.

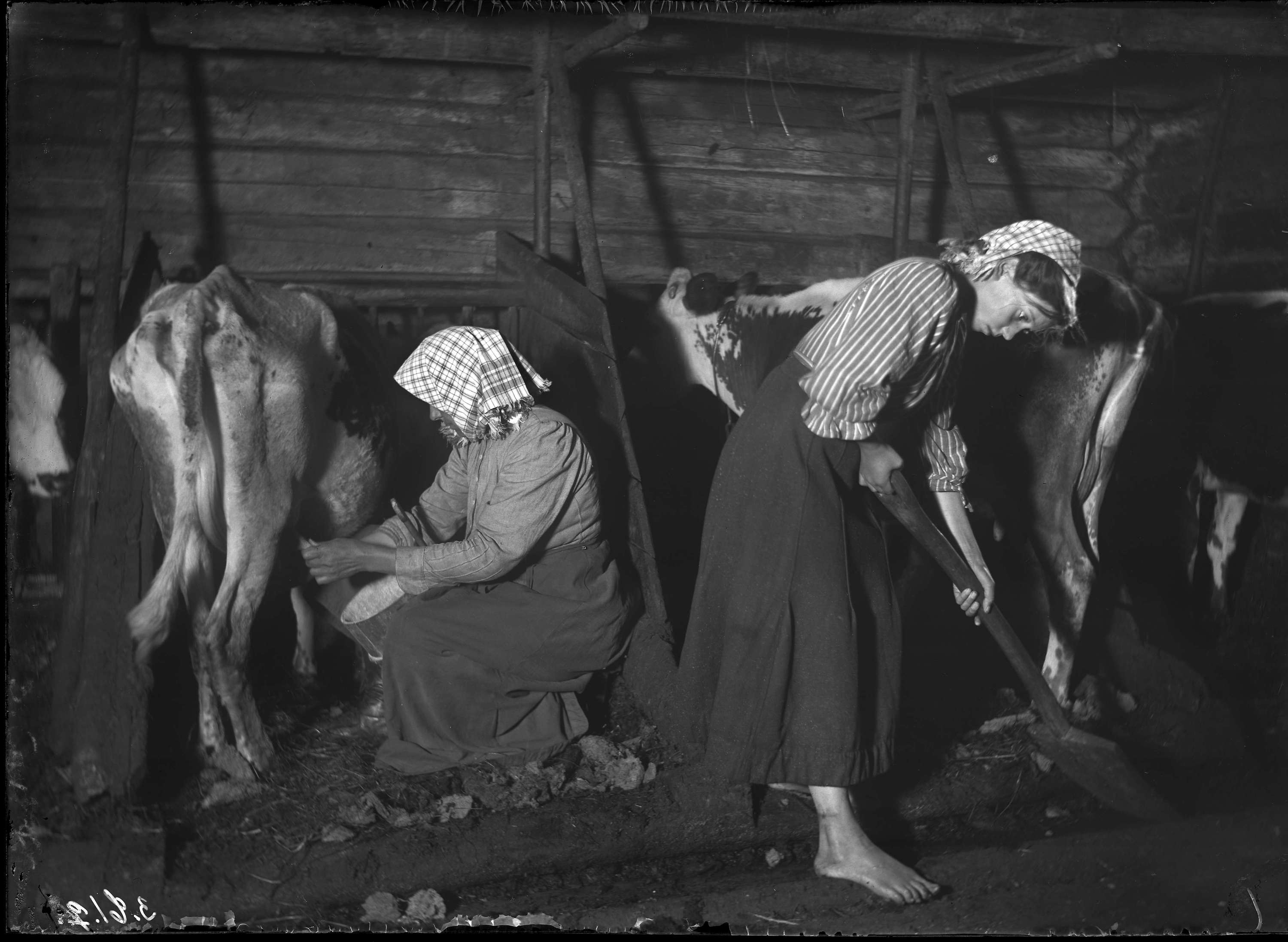
Donne che lavorano in una stalla (1911).

Tali organizzazioni, inizialmente caritatevoli, assunsero una forma più radicale quando venne istituito il primo movimento rifacentesi direttamente al femminismo. 

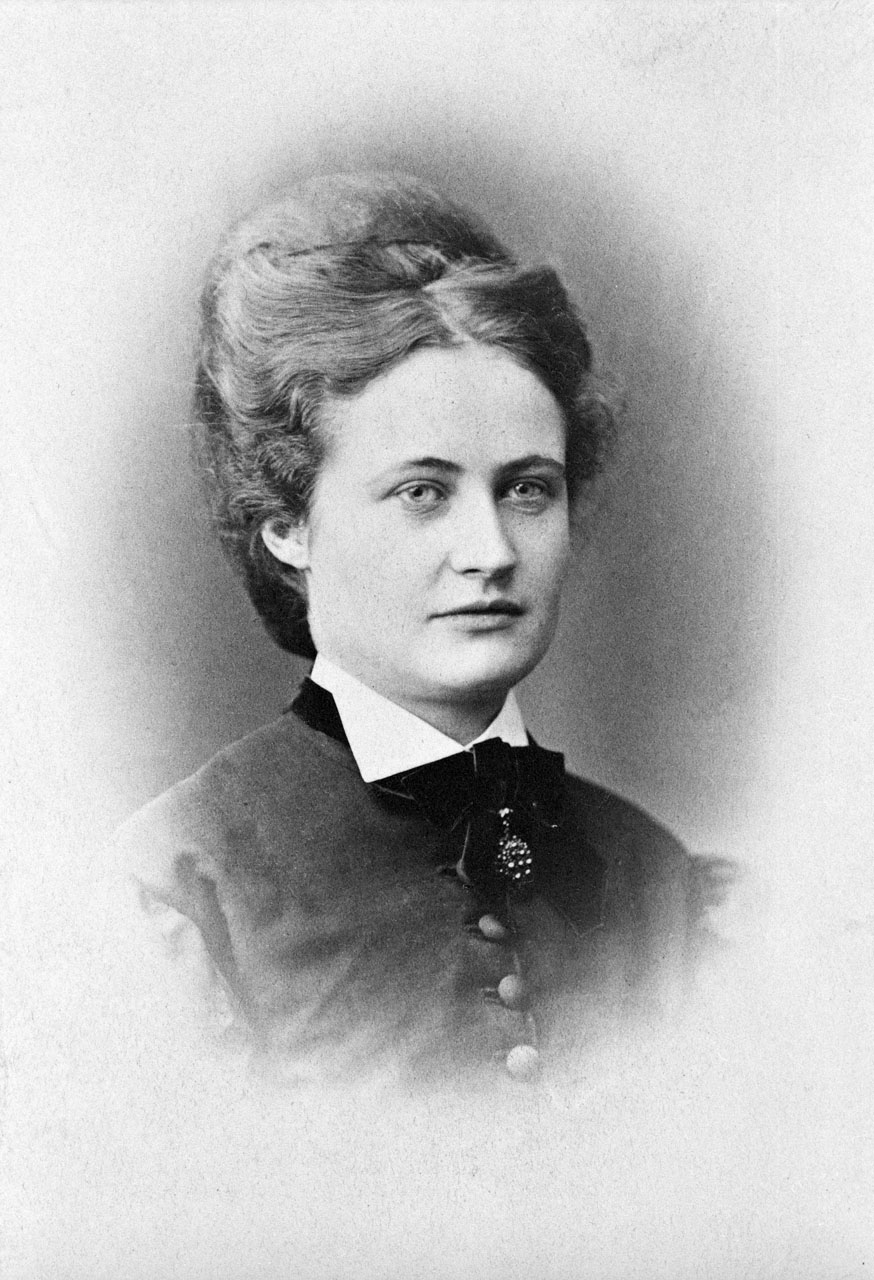
La riformatrice sociale nel campo dell'istruzione femminile Anna Sandström neel 1874.

Nel 1848 Sofie Sager suscitò notevoli controversie quando denunciò un tentativo di stupro e vinse la causa relativa in tribunale; in seguito divenne la prima donna svedese a tenere conferenze e discorsi pubblici in varie parti del paese a favore dell'oramai nascente "prima ondata femminista".
Nel 1855 le donne si organizzarono per la prima volta ufficialmente in un'associazione rivolta ad affrontare la questione femminista all'interno dell'ambito dei diritti delle donne; ciò accadde quando Josefina Deland fondò la "Svenska lärarinnors pensionsförening" (Società delle insegnanti in pensione) per fornire aiuto alle istitutrici pensionate. 
Nel 1856 il Tidskrift för hemmet fu il primo giornale apertamente femminista, organo ufficiale del movimento.
Nella seconda metà del XIX secolo le militanti femministe si organizzarono per favorire il Föreningen för gift kvinnas äganderätt (Diritti di proprietà delle donne sposate, 1873). La "Fredrika-Bremer-Förbundet" a partire dal 1884 cominciò ad esporre le proprie richieste. 
Nel corso degli anni 1880 donne come l'attivista e suffragetta Emilie Rathou, la giornalista Elma Danielsson, Alina Jägerstedt (membro del sindacato) e la scrittrice socialista Kata Dalström si associarono nel "Movimento per la temperanza" a favore del proibizionismo degli alcolici; ad esso seguirono i movimenti femminili della classe operaia, dei sindacati, della stampa politica e dei mass media.

### XX secolo

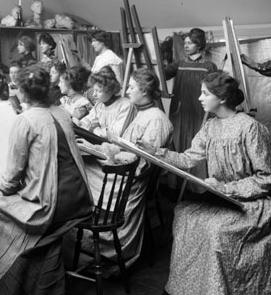
Scuola d'arte femminile nel 1903.

Nel 1902 si costituì la "Landsföreningen för kvinnans politiska rösträtt" (LKPR, Associazione nazionale per il suffragio delle donne) con l'intento di ottenere la riforma definitiva nel campo dei diritti civili tramite il suffragio femminile. 
Nel 1909 venne compiuto un passo importante quando la frase "uomo svedese" venne rimossa dai moduli di candidatura agli uffici pubblici e al pubblico impiego; ciò produsse l'apertura a tutta una serie di professioni, dando il libero accesso per le donne a molte opportunità lavorative fino ad allora a loro precluse, quand'anche avessero avuto l'istruzione necessaria.
Fino ad allora era stato negato ed impedito alle donne di accedere alla professione d'insegnante universitario in un'istituzione pubblica e a quella di medico in un ospedale statale, in quanto tali posizioni facevano parte dello status di funzionario; le donne potevano già però, allo stesso tempo, lavorare in tali posizioni in istituzioni private.
Nel 1919-21 venne finalmente introdotto il suffragio delle donne e, in relazione a ciò, nel 1920 le donne sposate furono liberate dalla tutela dei propri coniugi con la concessione legale della maggiorità.
La riforma del suffragio venne eseguita attraverso il Behörighetslagen del 1923, in cui a uomini e donne venne garantito un uguale accesso a tutte le professioni e le posizioni sociali, con le uniche eccezioni in campo militare e sacerdotale.

Anche queste ultime due restrizioni sono state rimosse nel 1958, quando le donne sono state autorizzate a diventare sacerdote e grazie ad una serie di riforme avvenute tra il 1980 e il 1989, quando tutte le professioni militari sono state aperte alle donne.

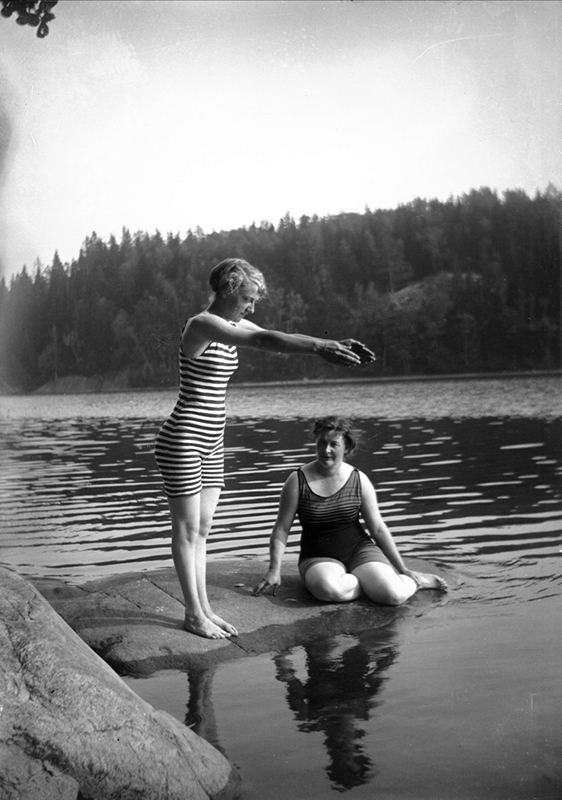
Donne che fanno il bagno in costume all'aperto (anni 1920).

## Movimenti delle donne
Il femminismo in Svezia risale almeno al XVII secolo ed è stato discusso negli ambienti intellettuali per tutto il XVIII secolo. 
Dal momento che il celebre poema Fruntimrens försvar (Difesa delle donne, 1761) di Hedvig Charlotta Nordenflycht venne fatto circolare il dibattito sul ruolo di genere e sull'uguaglianza di genere divenne uno degli argomenti principali di conversazione; da allora in poi il paese è rimasto un precursore della parità di genere, guidato da un movimento femminista sia teorico che pratico.
Ai giorni nostri, con il sempre più crescente multiculturalismo, la società svedese ha abbracciato la terza ondata femminista. 
Il partito Iniziativa Femminista è diventata la seconda forza politica ispirata direttamente al femminismo (dopo il Partito Ambientalista i Verdi) ad ottenere un mandato parlamentare alle Elezioni europee del 2014; entrambi ribadiscono il movimento femminista da una prospettiva decisamente antirazzista ed includente le prospettive delle persone di colore.

## Questioni specifiche nell'ambito della parità di genere

### Suffragio femminile
Durante l'Epoca della libertà svedese (1718-22) il paese ebbe un suffragio femminile, seppur condizionato. 
Fino alla riforma del 1865 le elezioni locali consistettero nell'eleggere il sindaco nelle città e i vicari parrocchiali nelle campagne; il "Sockenstämma" fu il consiglio parrocchiale atto ad affrontare gli affari squisitamente locali ed in cui il vicario presiedeva e i contadini riuniti in assemblea votavano; un procedimento regolarmente informato in cui le donne ebbero modo di partecipare già nel corso del XVII secolo.
Le elezioni nazionali consistettero invece nella rappresentanza al Riksdag degli Stati.
Il suffragio venne applicato a tutti quegli uomini e donne che ebbero le qualifiche per essere ammessi al ruolo di cittadino votante. 
Tali pratiche furono cabiate nel corso del XVIII secolo, così come l'interpretazione locale delle credenziali le quali influenzarono il numero di elettori qualificati; le qualifiche si differenziarono anche tra città e campagna, nonché tra elezioni locali e nazionali.

Inizialmente il diritto di voto nelle elezioni cittadine locali per la nomina del sindaco venne concesso a tutti i civili, definiti come cittadini in quanto paganti un tributo attraverso la gilda di appartenenza; sia gli uomini ce le donne poterono essere mebri delle gilde, il che portò per un numero limitato di donne il diritto di voto.

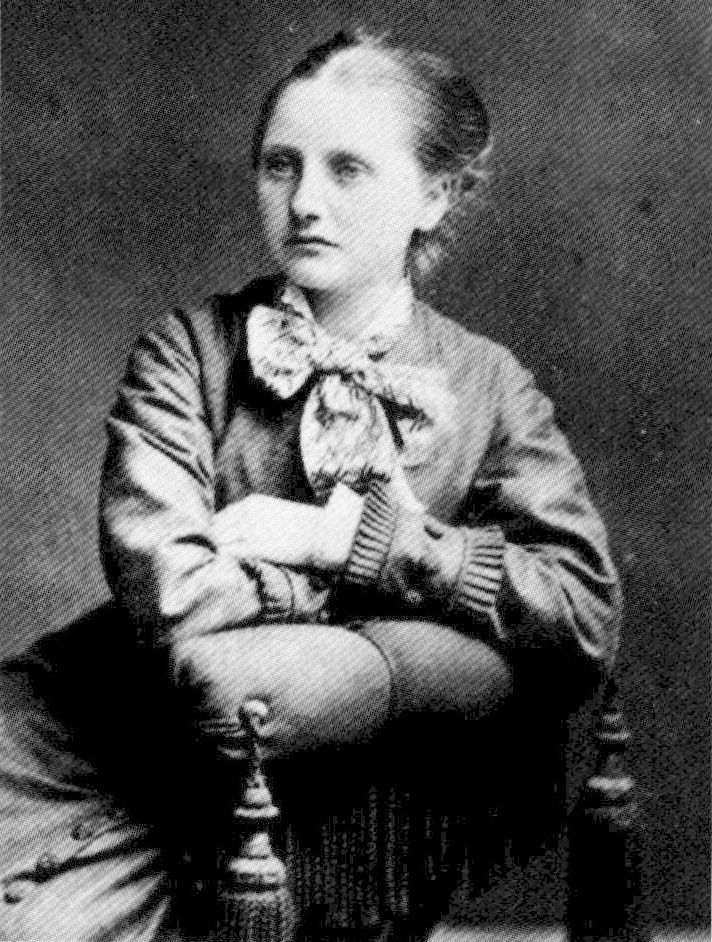
Emilie Rathou all'inizio del 1900.

Nel 1734 il voto nelle elezioni nazionali e locali, in città  in campagna, fu concesso a tutti i cittadini detentori di una qualche proprietà privata ed aventi la maggiorità legale. 
Questo suffragio esteso a tutti i proprietari fiscali, fossero essi membri di una qualche gilda o meno, escluse però le donne sposate e la maggioranza di quelle nubili, in quanto le donne sposate vennero definite legalmente come minorenni, mentre quelle nubili lo erano a meno che non richiedessero esplicitamente la maggiore età legale tramite una dispensa reale; le vedove e le divorziate erano invece maggiorenni. La riforma del 1734 aumento la partecipazione delle donne alle elezioni dal 55 al 71%.
Tra il 1726 e il 1742 le donne votarono in 17 delle 31 elezioni per la carica di sindaco. Alcune elettrici preferirono invece nominare un maschio per farlo votare per procura a loro nome nei municipi in quanto trovarono imbarazzante farlo di persona, motivo questo citato dagli avversari per far abolire il voto femminile. L'abitudine di nominare un delegato per il voto venne comunque utilizzata anche dai maschi e fu in effetti una pratica assai comune (comprese tutti gli assenti o gli ammalati durante le elezioni); alcuni uomini nominarono le loro mogli per farle votare per conto loro.
Nel 1758 le donne furono escluse dalle elezioni per il sindaco a seguito di un nuovo regolamento che non le definì più come cittadine piene, mentre mantennero il suffragio nelle elezioni nazionali e parrocchiali. 
Le donne parteciparono a tutte le 11 elezioni nazionali tenutesi ino al 1757. Nel 1772 il suffragio femminile alle elezioni nazionali venne abrogato; la soppressione avvenne prima nei confronti delle donne nubili maggiorenni che pagavano le tasse e poi anche per le vedove.
Tuttavia l'interpretazione locale del divieto del suffragio femminile fu vario ed alcune città continuarono a consentire alle donne di votare: a Kalmar, Växjö, Västervik, Simrishamn, Ystad, Åmål, Karlstad, Bergslagen, Dalarna e Norrland le donne furono autorizzate a continuare a votare nonostante il divieto, mentre a Lund, Uppsala, Skara, Turku, Göteborg e Marstrand venne fatta applicare rigorosamente la proibizione.
Mentre il suffragio femminile per le elezioni del sindaco venne vietato nel 1858 e per le elezioni nazionali nel 1772 nessuna barriera venne mai introdotta per le elezioni locali, pertnto le donne continuarono a votare per le elezioni parrocchiali locali dei vicari. In una serie di riforme attuate tra il 1813 e il 1817 le donne nubili ma legalmente maggiorenni ebbero il diritto di voto per l'elezione del "sockestämma" (consigliere parrocchiale locale, il predecessore del consigliere comunale cittadino) e del "kyrkoråd" (il consiglio locale ecclesiastico).
Nel 1823 il sindaco di Strängnäs suggerì la proposta di reintrodurre le donne al suffragio, anche se solo per le maggiorenni dotate di una rendita fiscale (fossero esse nubili, divorziate o vedove) nelle elezioni per il sindaco; questo diritto venne reintrodotto nel 1858.
Nel 1862 le donne maggiorenni furono nuovamente autorizzate a votare nelle elezioni comunali, rendendo in tal modo il regno di Svezia il primo paese al mondo ad aver concesso alle donne il diritto di voto. 

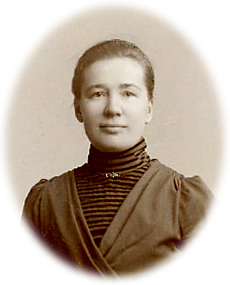
Gertrud Månsson nel 1895 circa.

L'introduzione di un nuovo sistema politico fece introdurre nuove autorità locali, nella fattispecie il consiglio comunale; il diritto di voto nelle elezioni comunali si applicò solo alle persone giuridicamente maggiorenni, il che escludeva le donne sposate in quanto rimanevano giuridicamente sotto la tutela dei loro mariti. Nel 1884 il suggerimento di concedere alle donne il suffragio alle elezioni nazionali venne inizialmente respinto da un voto parlamentare.
Nel corso degli anni 1880 l'"Associazione per i diritti di proprietà delle donne sposate" avviò una campagna per incoraggiare l'elezione femminile, ovvero per tutte quelle donne qualificate a votare conformemente alla legislazione del 1862, ad utilizzare il loro voto e ad aumentare la partecipazione femminile alle elezioni, ma non vi fu ancora una richiesta esplicita per il suffragio universale. Nel 1888 l'attivista del "Movimento per la temperanza" Emilie Rathou divenne la prima donna svedese a richiedere formalmente in un discorso pubblico il dritto al suffragio femminile.

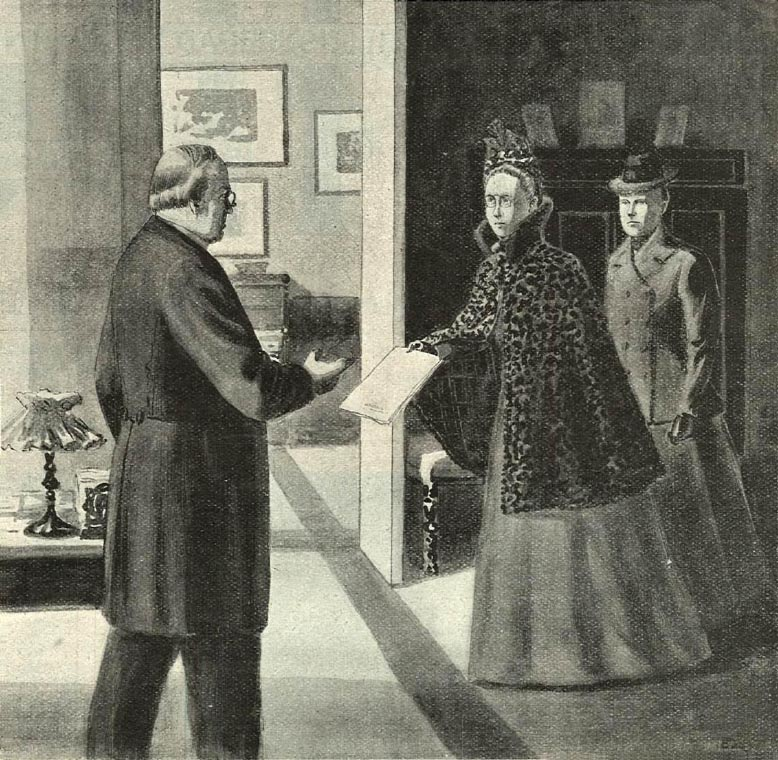
Illustrazione che mostra Agda Montelius e Gertrud Adelborg mentre presentano ufficialmente una petizione a favore del suffragio femminile a nome della "Fredrika Bremer Association" al primo ministro Erik Gustaf Boström nel dicembre 1899 o gennaio 1900.

Nel 1899 una delegazione della "Fredrika Bremer Association" presentò una richiesta di suffragio per le donne al primo ministro Erik Gustaf Boström; la delegazione venne guidata da Agda Montelius, accompagnata da Gertrud Adelborg, che aveva scritto la richiesta. 
Questa fu la prima volta che il movimento delle donne svedesi presentarono ufficialmente una richiesta di suffragio.
Nel 1902 si costituì la "Landsföreningen för kvinnans politiska rösträtt" (LKPR, Associazione nazionale per il suffragio delle donne). 
Nel 1906 la richiesta di concessione del diritto di voto per le donne venne nuovamente respinta da un voto parlamentare. 
Nel 1909 il diritto di voto alle elezioni comunali venne esteso anche alle donne sposate; in quello stesso anno alle donne venne concessa anche la possibilità di candidarsi per i consigli comunali e tra il 1910-11 ben 40 donne risultarono elette; la proprietaria di negozio Gertrud Månsson fu la prima di queste.
Nel 1914 Emilia Broomé divenne la prima donna presente nell'assemble legislativa.
Il diritto di voto nelle elezioni nazionali non venne restituito alle donne fino al 1919 e venne praticato nuovamente nelle elezioni generali del 1921, per la prima volta dopo 150 anni.
Nel 1921 le prime donne che rusultarono essere state elette parlamentari furono Kerstin Hesselgren nella camera alta, mentre Nelly Thüring e Agda Östlund per i Socialdemocratici, Elisabeth Tamm (esponente del liberalismo) e Bertha Wellin (conservatrice) alla camera bassa.

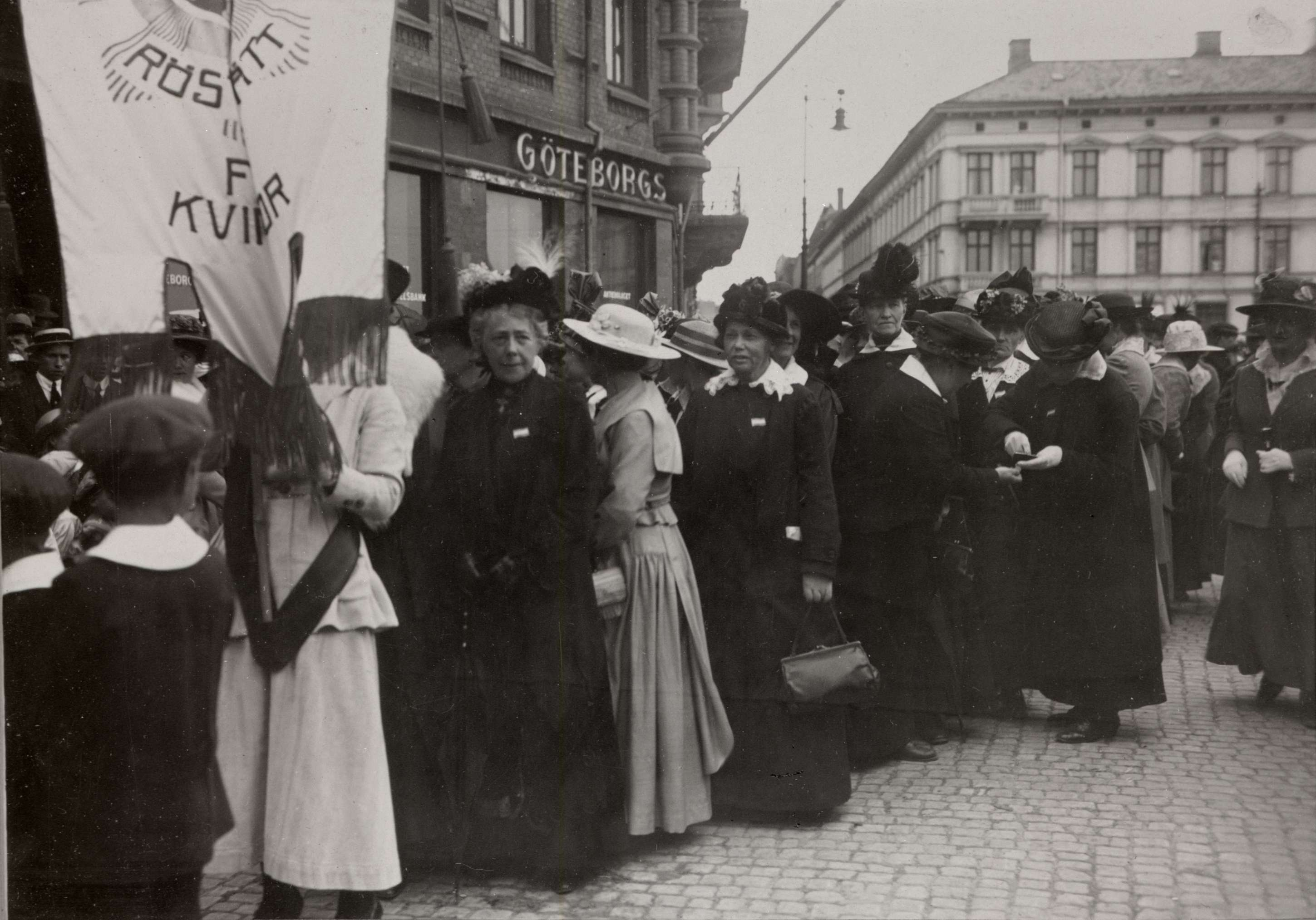
Manifestazione di suffragette a Göteborg nel giugno del 1918.

### Candidature ed elezioni parlamentari
Si dovette attendere fino al 1961 perché le donne riuscissero a detenere più del 10% dei seggi parlamentari.

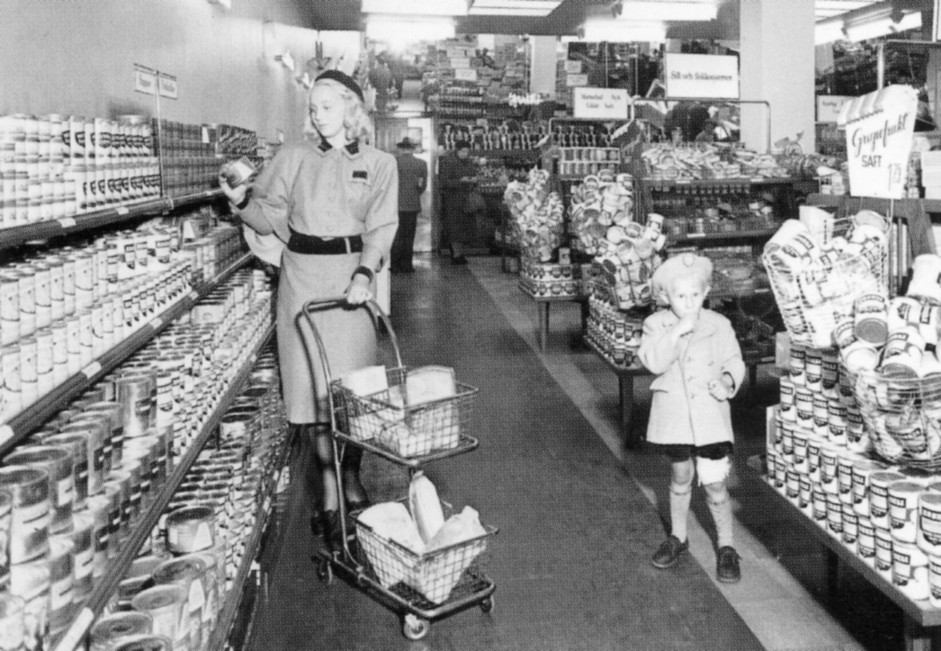
Donna con bambino in un supermercato nel 1941.

Karin Kock-Lindberg divenne il primo ministro donna nel 1947, mentre Ulla Lindström fu la prima donna tra i Ministri di Stato della Svezia nel 1958. 
Nel 1966 per la prima volta vi fu più di una donna presente nella compagine governativva.
Le Elezioni legislative in Svezia del 1994 rappresentarono una svolta per la storia della rappresentanza femminile; per la prima volta nella storia difatti le donne ottennero più del 40% dei seggi parlamentari disponibili ed esattamente la metà degli incarichi governativi. 
Questo ha reso la Svezia unica al mondo sotto questo aspetto.

### Vita familiare
Come accade anche in molti altri paesi occidentali la connessione tra fertilità e matrimonio è stata significativamente indebolita nel corso degli ultimi decenni. 
La Svezia è stata uno dei primi paesi europei a cambiare la propria norma sociali nei confronti della convivenza e della maternità al di fuori del matrimonio, in un momento in cui questo fatto veniva ancora considerato come del tutto inaccettabile in molte altre parti del continente europeo.

### Diritti riproduttivi e sessualità
La Svezia prevede l'educazione sessuale nelle scuole di ogni ordine e grado; l'età del consenso è fissata a 15 anni; l'uso della contraccezione è stato legalizzato nel 1938; l'aborto è stato permesso in determinate condizioni a partire dallo stesso anno; la liberalizzazione totale dell'aborto è stata permessa a partire dal 1974.

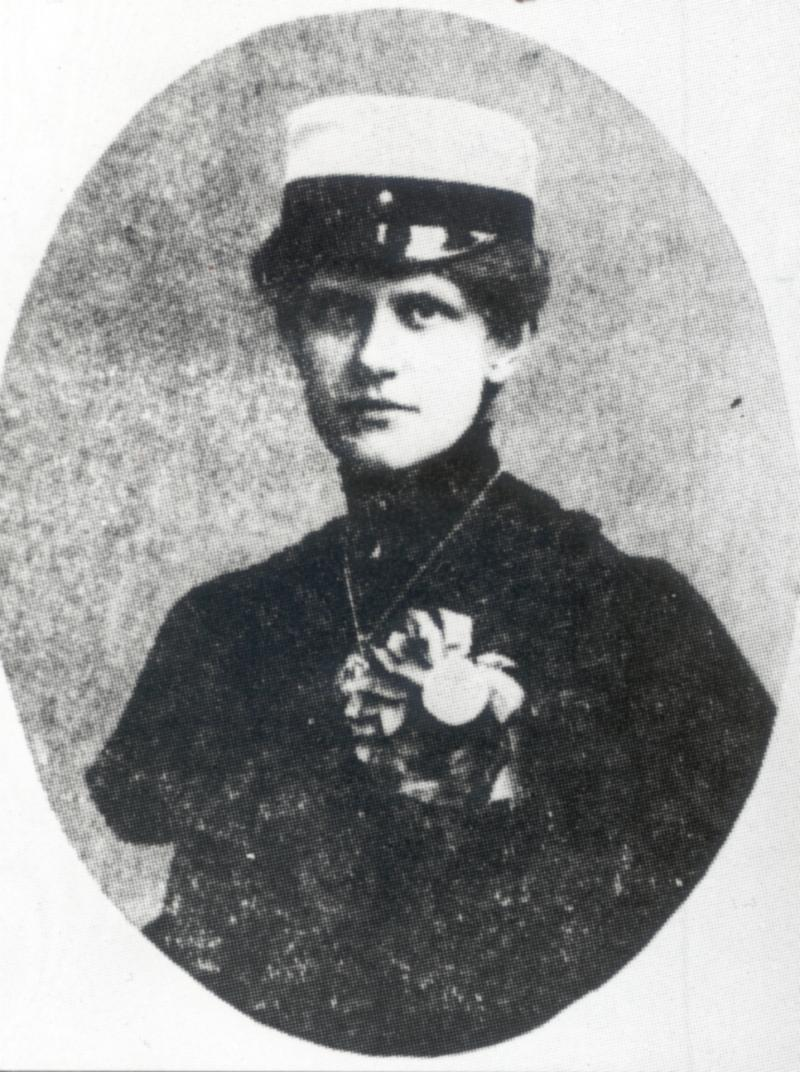
Betty Pettersson nel 1875 circa.

Il riconoscimento dell'unione civile omosessuale è datato 1995, mentre il matrimonio tra persone dello stesso sesso è legale dal 2009. L'adozione da parte di coppie dello stesso sesso è possibile dal 2003.

## Donne pioniere
I nomi sono collocati in ordine cronologico.

### Mondo accademico
- Prima studentessa universitaria: Betty Pettersson, 1872.
- Prima donna ad aver ottenuto un titolo di studio universitario: Hildegard Björck, 1873.
- Prima donna ad aver ricevuto un dottorato di ricerca: Ellen Fries, promossa nel 1883.

Primo medico donna: Karolina Widerström, 1884.
- Prima donna ad ottenere una cattedra universitaria: Sof'ja Vasil'evna Kovalevskaja, 1889.
- Prima donna membro di un consiglio di istruzione: Lilly Engström, 1890.
- Prima dottoressa di diritto e docente: Elsa Eschelsson, 1897.

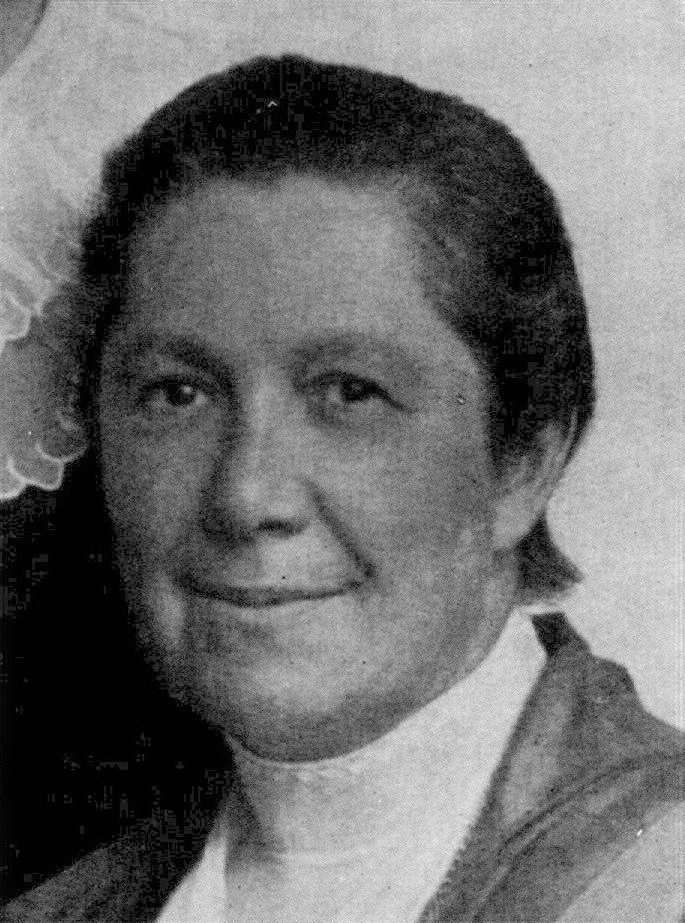
Emilia Broomé.

### Politica
- Prima governatrice di una Centene della Svezia: Sigrid Sture, 1577.
- Prima ambasciatrice (nell'impero russo: Catharina Stopia, 1632.
- Prima donna membro di una comunità governativa: Sophie Adlersparre e Hilda Caselli, 1885.
- Prima donna membro del "Comitato Esecutivo" di un Partito Politico (Socialdemocratici) - Kata Dalström, 1900.
- Prima presidentessa di un sindacato: Anna Sterky, 1902.
- Prima donna membro di un consiglio comunale: 37 donne, tra le quali Gertrud Månsson e Hanna Lindberg, 1910.

- Prima donna membro dell'assemblea legislativa: Emilia Broomé, 1914.
- Prima donna membro della Andra kammaren (camera bassa) del Riksdag: Elisabeth Tamm, Agda Östlund, Nelly Thüring e Bertha Wellin, 1921.
- Prima donna membro della Första kammaren (camera alta) del Riksdag: Kerstin Hesselgren, 1921.
- Prima donna ministro (ministro senza portafoglio per l'economia domestica): Karin Kock-Lindberg, 1947.
- Prima donna tra i Ministri di Stato della Svezia: (capo del governo): Ulla Lindström, 1958.

- Prima donna membro della Corte Suprema: Ingrid Gärde Widemar, 1968.
- Primo leader femminile di un partito nella Riksdag (Partito di Centro): Karin Söder, 1985.
- Prima presidentessa della Riksdag; Ingegerd Troedsson, 1991.

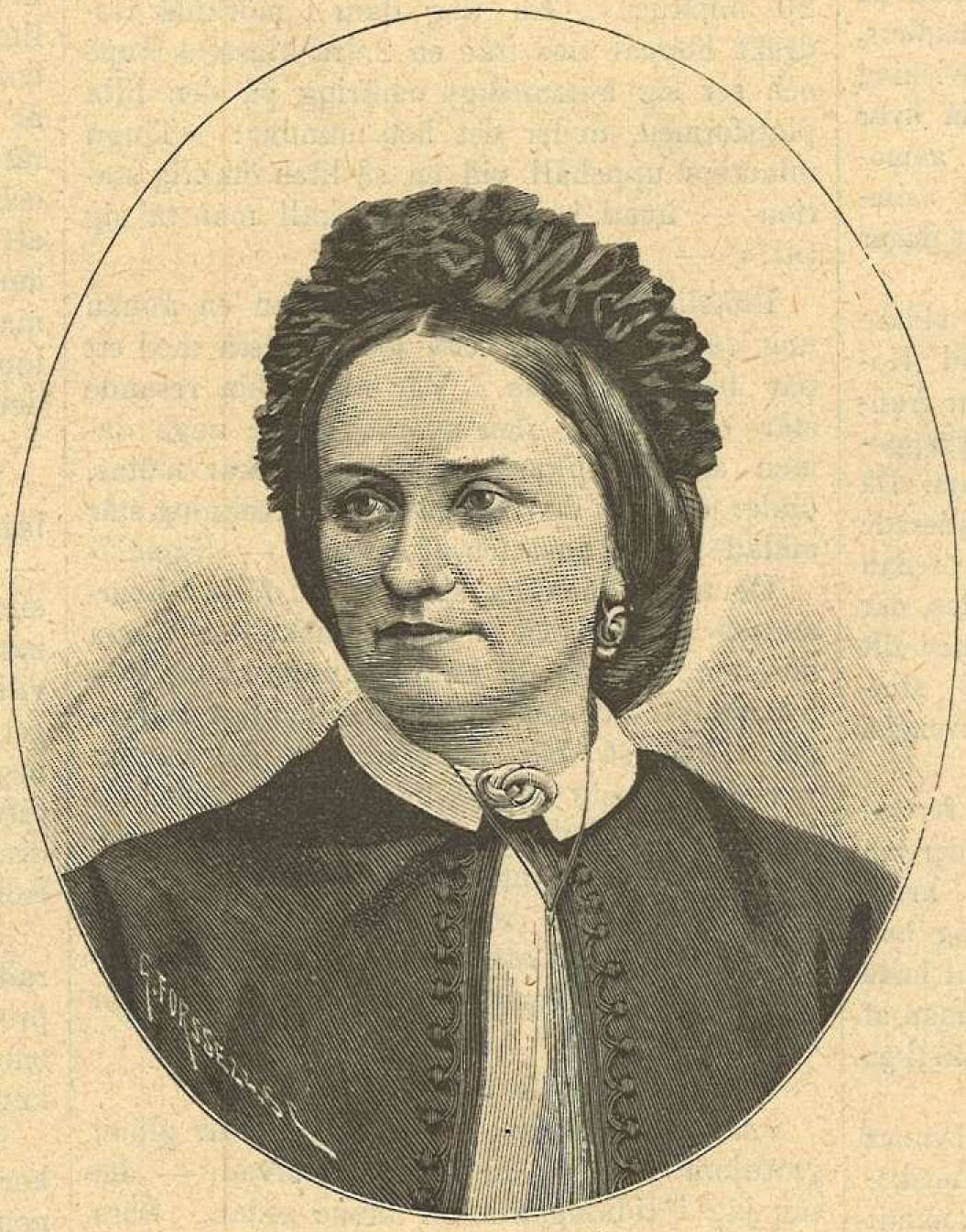
- Nancy Edberg

- Prima donna vice primo ministro: Mona Sahlin, 1994.
- Prima donna sindaco di Stoccolma: Annika Billström, 2002.

- Prima donna primo ministro: Magdalena Andersson, 2021.

### Ambito professionale
- Prima attrice: Beata Sabina Straas, 1737.
- Prima insegnante educazione fisica: Gustafva Lindskog, 1818.
- Prima fotografa: Brita Sofia Hesselius, 1845.

- Prima nuotatrice sportiva: Nancy Edberg, 1847.
- Prima dentista: Amalia Assur, 1852.
- Prima chirurga: Johanna Hedén, 1863.
- Prima impiegata: Peggy Hård, 1860.
- Prima donna gestore della telegrafia: Anna Lagerberg, 1864[34].
- Prima infermiera (addestrata): Emmy Rappe, 1867.
- Prima chimica (con laurea): Louise Hammarström, 1875.
- Prima farmacista: Agnes Arvidsson, 1903.
- Prima psichiatra: Alfhild Tamm, 1908.
- Prima produttrice cinematografica: Anna Hofman-Uddgren, 1911.
- Primo architetto donna (con laurea): Anna Branzell, 1919.
- Primo aviatore donna: Elsa Andersson, 1920.
- Primo giudice donna: Dagny Olsson, 1931[35].
- Prima conduttrice televisiva: Gun Hägglund, 1958.
- Prima donna prete nella Chiesa di Svezia: Elisabeth Djurle, Margit Sahlin e Ingrid Persson, 1960[36].
- Prima donna Capo della polizia: Karin Värmefjord, 1981[37].
- Prima presidentessa della Corte d'appello statale: Birgitta Blom, 1983.

## Figure femminili di rilievo
- Lena Ackebo (nata nel 1950), disegnatrice.
- Ulla Adlerfelt (1736-1765), pittrice.
- Sofia Adlersparre (1808-1862), pittrice.
- Sofia Ahlbom (1823-1868), litografa, incisore, fotografa.
- Lea Ahlborn (1829-1891), produttrice di stampe.
- Margareta Alströmer (1763-1816), pittrice.
- Hjördis Piuva Andersson (nata nel 1933), pittrice, scrittrice.
- Karin Mamma Andersson (nata nel 1962), pittrice.
- Charlotta Arfwedson (1776-1862), pittrice.
- Efva Attling (nata nel 1952), argentiera e designer di gioielli.
- Jeanna Bauck (1840-1926), pittrice.
- Carolina Benedicks-Bruce (1856-1935), scultrice.
- Elsa Beskow (1874-1953), illustratrice.
- Johanna Billing (nata nel 1973), artista concettuale.
- Eva Bonnier (1857-1909), pittrice.
- Fanny Brate (1862-1940), pittrice.
- Vivianna Bülow-Hübe (1927-2004), designer.
- Agnes Börjesson (1827-1900), pittrice.
- Anna Camner (nata nel 1977), pittrice.
- Nina Canell (nata nel 1979), scultrice, artista di installazioni.
- Margareta Capsia (1682-1759), pittrice svedese-finlandese, decoratrice di altari.
- Christina Elisabeth Carowsky (1745-1797), pittrice.
- Maria Carowsky (1723-1793), pittrice.
- Charlotta Cedercreutz (1736-1815), pittrice.
- Charlotta Cederström (1760-1832), pittrice.
- Emma Löwstädt-Chadwick (1855-1932), pittrice.
- Brita von Cöln (morta nel 1707), pittrice.
- Siri Derkert (1888-1973), pittrice, scultrice.
- Nathalie Djurberg (nato nel 1978), artista di videoarte.
- Fredrika Eleonora von Düben (1738-1808), artista tessile.
- Inger Edelfeldt (nata nel 1956), autrice, illustratrice.
- Anna Maria Ehrenstrahl (1666-1729), pittrice.
- Marianne Ehrenström (1773-1867), pittrice.
- Annika Ekdahl (nata nel 1955), artista tessile.
- Marie-Louise Ekman (nata nel 1944), regista, pittrice.
- Ester Ellqvist (1880-1918), pittrice.
- Pye Engström (nata nel 1928), scultrice.
- Eva Eriksson, (nata nel 1949), illustratrice.
- Lisa Erlandsdotter (1774-1854), artista.
- Anna Erlandsson (nata nel 1956), illustratrice, animatrice.
- Ingrid Falk (nata nel 1960), pittrice, fotografa.
- Fanny Falkner (1891-1963), attrice, miniaturista.
- Anna Fiske (nata nel 1964), illustratrice, residente in Norvegia.
- Christina Fredenheim (1762-1841), pittrice, cantante.
- Maria Friberg (nata nel 1966), pittrice, fotografa.
- Anna Friberger (nata nel 1944), illustratrice, scenografa,
- Emma Fürstenhoff (1802-1871), artista, fiorista.
- Anna Gardell-Ericson (1853-1939), pittrice.
- Ida Gisiko-Spärck (1859-1940), pittrice paesaggista.
- Maria Johanna Görtz (1783-1853), pittrice di natura morta.
- Brita Granström (nata nel 1969), pittrice.
- Marianne Greenwood (1916-2006), fotografa.
- Viola Gråsten (1910-1994), designer tessile.
- Carolina Gynning (nata nel 1978), attrice, designer di gioielli, scrittrice.

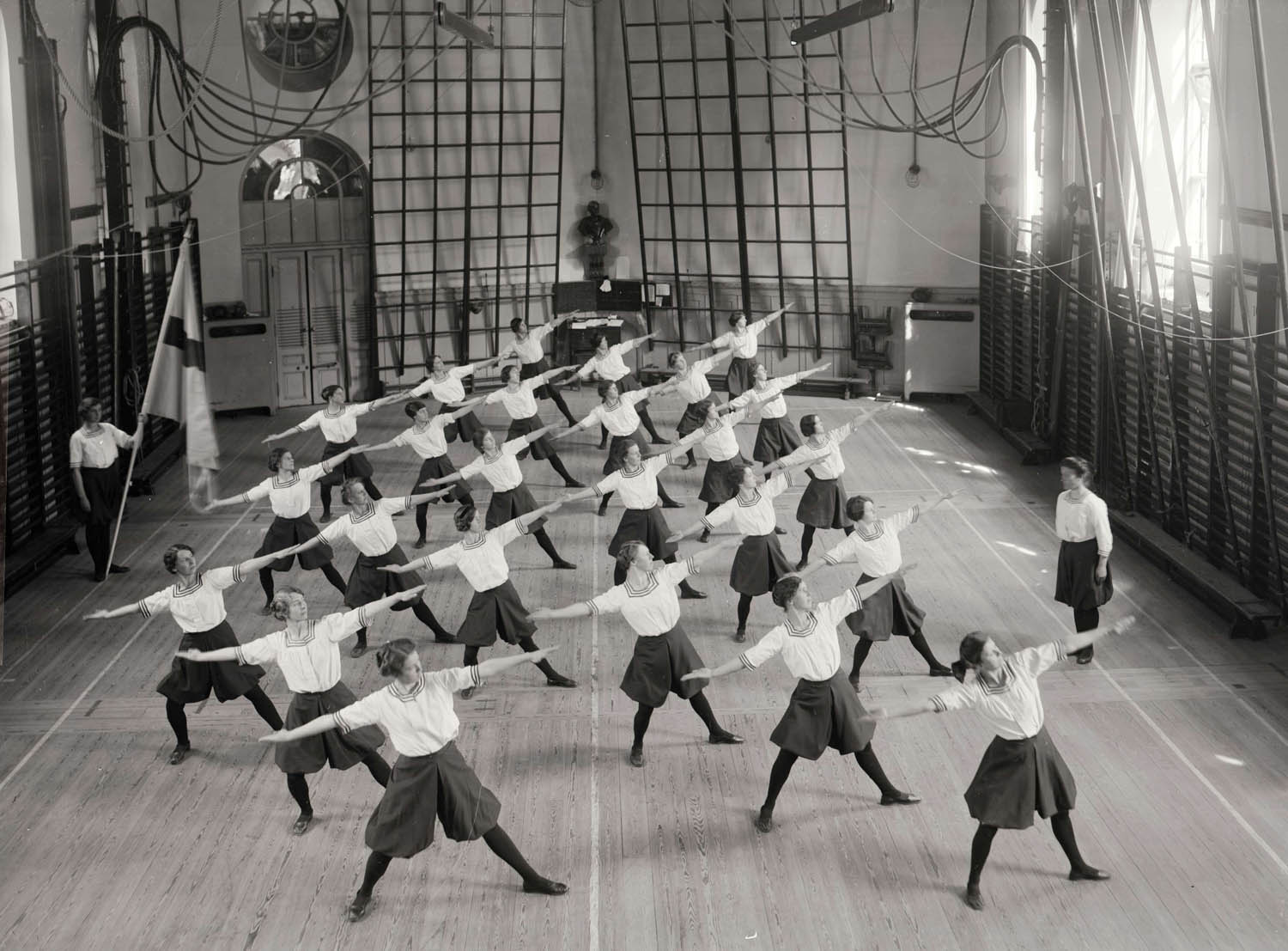
Studentesse in una palestra di ginnastica nella prima metà del XX secolo.

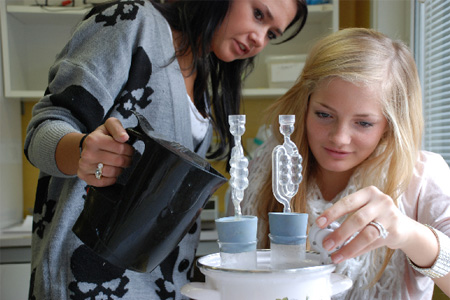
Esperimento scientifico di due studentesse svedesi nel 2011.

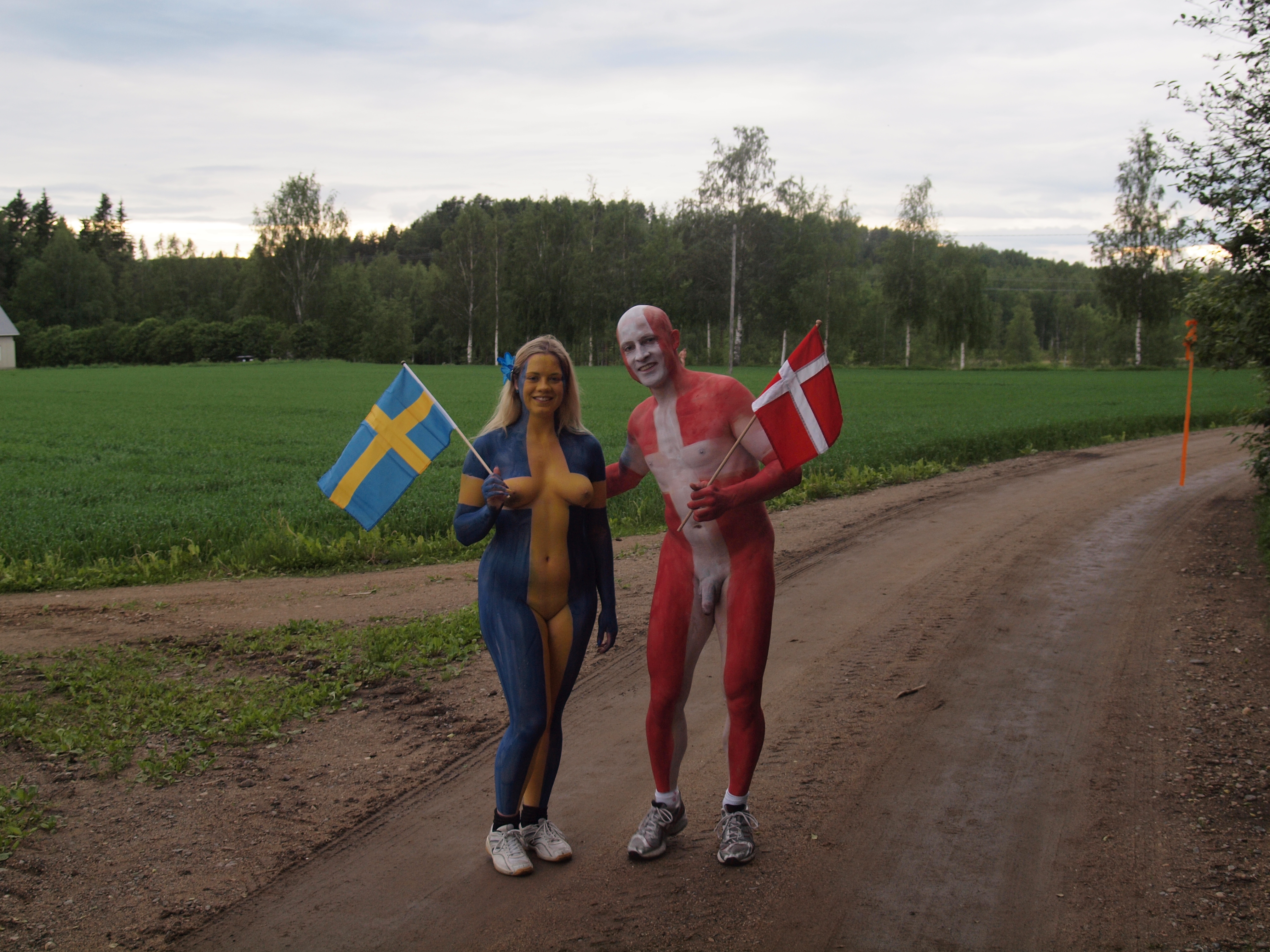
Body painting, donna svedese e uomo danese.

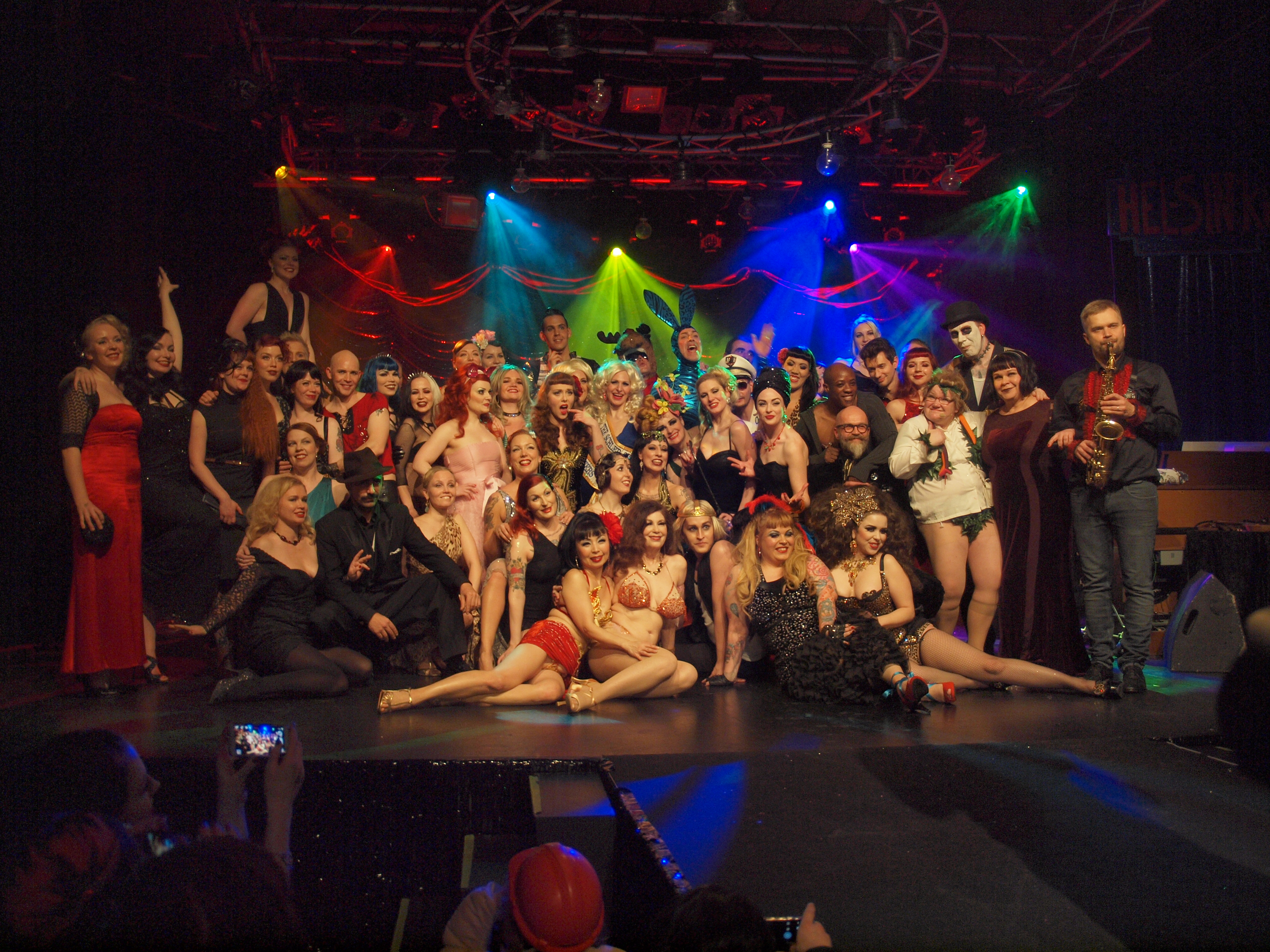
"Helsinki Burlesque Festival" del 2015.